# Circonscription autonomique des îles Canaries
La circonscription électorale des îles Canaries est l'une des huit circonscriptions électorales des îles Canaries pour les élections au Parlement des Canaries.
Elle correspond géographiquement à l'ensemble du territoire des îles Canaries.

## Historique
Conformément à l'article 39 du statut d'autonomie issu de la loi organique 1/2018, la circonscription électorale correspond soit à l'île, soit à la totalité du territoire régional ou bien aux deux. La première disposition transitoire dispose que 61 sièges sont répartis entre les différentes circonscriptions insulaires. Les neuf sièges restants sont réservés à une circonscription régionale unique.

## Synthèse
| PSOE    |       | 3 | 4 |  |  |  |  |  |  |  |  |  |  |  |  |
| CC      |       | 3 | 2 |  |  |  |  |  |  |  |  |  |  |  |  |
| PP      |       | 1 | 2 |  |  |  |  |  |  |  |  |  |  |  |  |
| NC      |       | 1 |   |  |  |  |  |  |  |  |  |  |  |  |  |
| Podemos |       | 1 |   |  |  |  |  |  |  |  |  |  |  |  |  |
| Vox     |       |   | 1 |  |  |  |  |  |  |  |  |  |  |  |  |
|         |       |   |   |  |  |  |  |  |  |  |  |  |  |  |  |
| Total   | Total | 9 | 9 |  |  |  |  |  |  |  |  |  |  |  |  |

## Résultats détaillés

### 2019
| Parti   | Parti | Députés élus                                                                    |
| ------- | ----- | ------------------------------------------------------------------------------- |
| PSOE    |       | Ángel Víctor Torres, Patricia Hernández Gutiérrez, Pedro Marcial Viera Espinosa |
| CC      |       | Fernando Clavijo, José Miguel Barragán Cabrera, Beatriz Calzada Ojeda           |
| PP      |       | Hipólito Suárez                                                                 |
| NC      |       | Román Rodríguez Rodríguez                                                       |
| Podemos |       | Francisco Antonio Déniz Ramírez                                                 |

- Fernando Clavijo (CC) est remplacé en août 2019 par Judit Natalia Bayarri Martín.

### 2023
| Parti | Parti | Députés élus                                                                                 |
| ----- | ----- | -------------------------------------------------------------------------------------------- |
| PSOE  |       | Ángel Víctor Torres, Yaiza López Landi, Jorge Tomás González Cabrera, Alicia Pérez Hernández |
| CC    |       | Fernando Clavijo, José Miguel Barragán Cabrera                                               |
| PP    |       | Manuel Domínguez González, Miguel Ángel Ponce González                                       |
| Vox   |       | Marta Gómez Gómez                                                                            |

- Miguel Ángel Ponce (PP) est remplacé le 5 septembre 2023 par Mónica Muñoz Peña.
- Ángel Víctor Torres (PSOE) est remplacé le 12 décembre 2023 par Rafael Nogales Gómara.